# Killer Be Killed
I Killer Be Killed sono un supergruppo statunitense fondato da Greg Puciato, cantante dei Dillinger Escape Plan e Max Cavalera, frontman dei Soulfly e in precedenza dei Sepultura. La lineup è completata dal bassista Troy Sanders (Mastodon) e dal batterista Dave Elitch (ex-The Mars Volta).

## Storia
Il progetto trae le sue origini ne 2011 quando Metal Hammer riportò la notizia di una futura collaborazione tra Puciato e Cavalera nella realizzazione di un progetto sullo stile dei Nailbomb, side project attivo negli anni novanta formato proprio da Cavalera e Alex Newport. Di lì a poco viene annunciato che Dave Eilitch e Troy Sanders fanno parte del progetto. Ancora privo di nome, nel settembre 2013 il gruppo entra in sala di registrazione con il produttore Josh Wilbur nei Fortress Studios di Los Angeles. Nell'ottobre 2013 viene annunciato che il nome della band, Killer Be Killed, e che l'album di debutto sarà pubblicato dalla Nuclear Blast. Il 14 marzo 2014 due tracce dall'album, "Wings of Feather and Wax" e "Face Down", sono state rese disponibili in streaming.

## Membri

### Attuale
- Max Cavalera –  voce e chitarra (2011-presente)
- Greg Puciato – voce e chitarra (2011-presente)
- Troy Sanders – voce pulita e basso (2012-presente)
- Juan Montoya - chitarra dal vivo (2014-2015), chitarra (2015-presente)
- Ben Koller – batteria (2015-presente)

### Ex componenti
- Dave Elitch – batteria (2011-2015)

## Discografia
- 2014 – Killer Be Killed (Nuclear Blast)
- 2020 – Reluctant Hero (Nuclear Blast)